# Gouverneurswahlen in den Vereinigten Staaten 2021
Die regulären Gouverneurswahlen in den Vereinigten Staaten 2021 wurden am 2. November 2021 abgehalten. Es standen die Gouverneure der Staaten New Jersey und Virginia zur Wahl.
In New Jersey wurden zusätzlich zum Gouverneur auch die zwei Kammern des Bundesstaaten-Parlaments (New Jersey Legislature) neu gewählt, also die New Jersey General Assembly und der Senat von New Jersey, in Virginia das Abgeordnetenhaus, die neue Vizegouverneurin und der Attorney General.
Bei den Wahlen in Virginia konnten die Republikaner alle drei Ämter (die bisher von den Demokraten gehalten wurden) gewinnen und auch das Abgeordnetenhaus übernahmen die Republikaner von den Demokraten.
In New Jersey konnte sich der demokratische Amtsinhaber knapp durchsetzen, die Demokraten behielten ihre Mehrheiten in den zwei Kammern des Bundesstaaten-Parlaments.
In beiden Staaten verloren die Demokraten aber mehr als 10 Prozentpunkte an Zuspruch im Vergleich zu den Wahlen 2017.
Am 14. September 2021 wurde zudem eine Sonderwahl über die Abberufung des demokratischen Gouverneurs von Kalifornien abgehalten, welche scheiterte.
Zusätzlich fanden noch zwei Nachwahlen zum Repräsentantenhaus der Vereinigten Staaten in Ohio und viele Bürgermeister- und Kommunalwahlen statt (darunter z. B. die Hauptwahl zum neuen Bürgermeister von New York City).
Die Nachwahlen in Ohio konnten die Demokratin Shontel Brown und der Republikaner Mike Carey deutlich gewinnen. Der Ausgang der beiden Wahlen hatte aber keine Auswirkung auf die Parteistärke im Repräsentantenhaus in Washington, D.C., da die Wahlkreise bereits bei den vorherigen Kongresswahlen von einer Demokratin und einem Republikaner gewonnen wurden. Der Demokrat Eric Adams wurde in New York City mit knapp 70 Prozent der Stimmen zum neuen Bürgermeister gewählt. In Boston wurde mit Michelle Wu erstmals eine Frau und zugleich erstmals auch mit asiatischer Herkunft zur Bürgermeisterin gewählt, in Minneapolis sprachen sich die Wähler gegen die Abschaffung der dortigen Polizeibehörde nach dem Mord an George Floyd aus.
Vor allem der Ausgang der Wahlen in Virginia galt laut Experten als Indikator für die Wahlen 2022, da der Bundesstaat einen Mikrokosmos ähnlich der USA darstellt und sowohl Demokraten als auch Republikaner die Wahlen in Virginia als richtungsweisend für die bundespolitische Stimmungslage hochstilisiert haben.

## Kalifornien
Zusätzlich zu den regulär geplanten Gouverneurswahlen wurde bereits am 14. September 2021 eine „Recall“-Sonderwahl über die Abberufung des demokratischen Gouverneurs Gavin Newsom im Bundesstaat Kalifornien abgehalten. Diverse Umfragen sahen Newsom lange Zeit klar vorne. Im August drehte sich die Stimmung und Newsom lag in mehreren Umfragen erstmals deutlich zurück. TV-Werbespots und Internet-Werbung für mehr als 50 Millionen Dollar brachten Anfang September wieder die Wende zugunsten des Gouverneurs. Die Wahl konnte der amtierende Gouverneur nach Auszählung aller Stimmen mit 61,9 % der Stimmen klar für sich entscheiden und bleibt damit bis zur regulären Gouverneurswahl 2022 im Amt. Etwa 22,1 Millionen Bürger waren wahlberechtigt. Die Wahlbeteiligung betrug ca. 59 %.

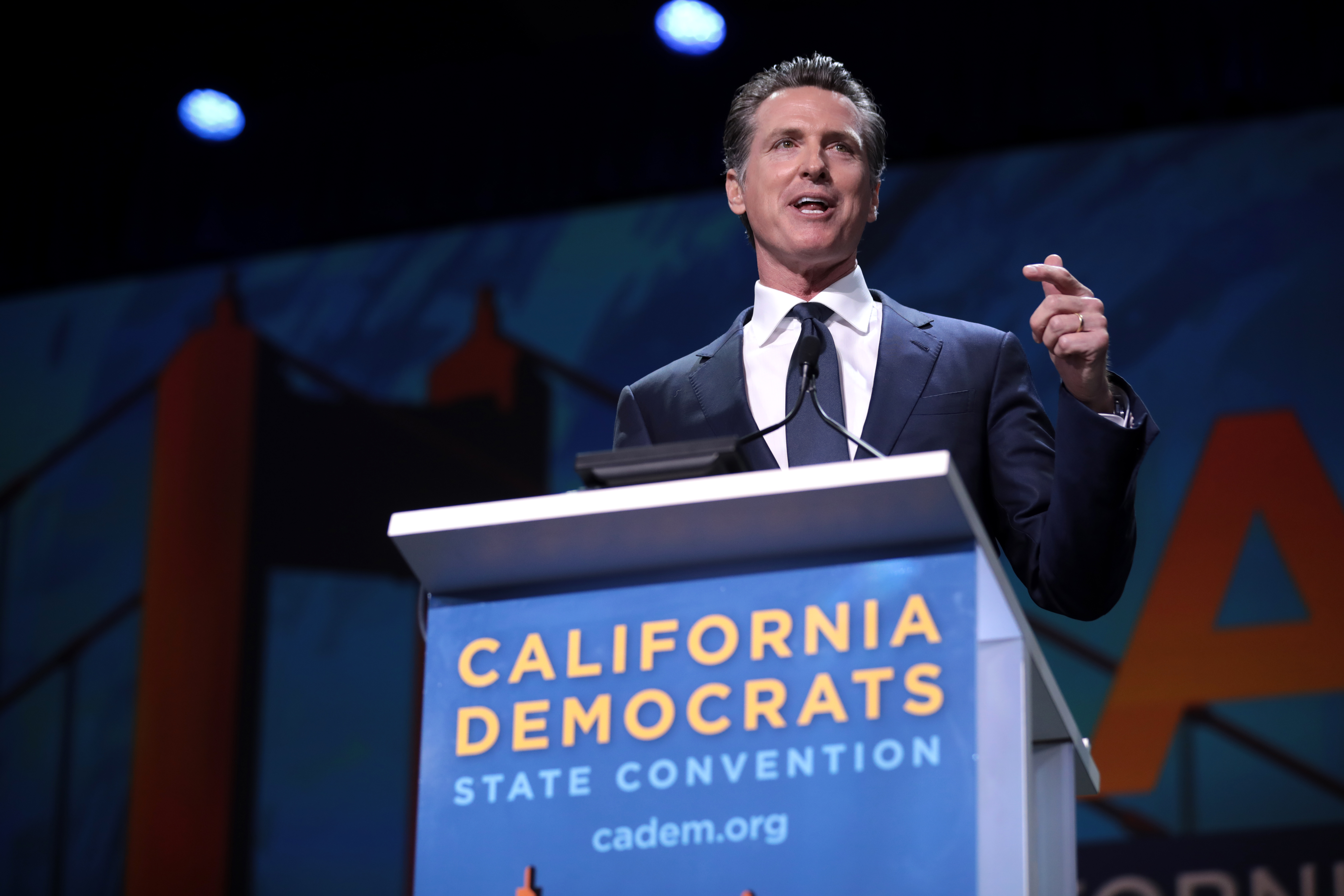
Gavin Newsom
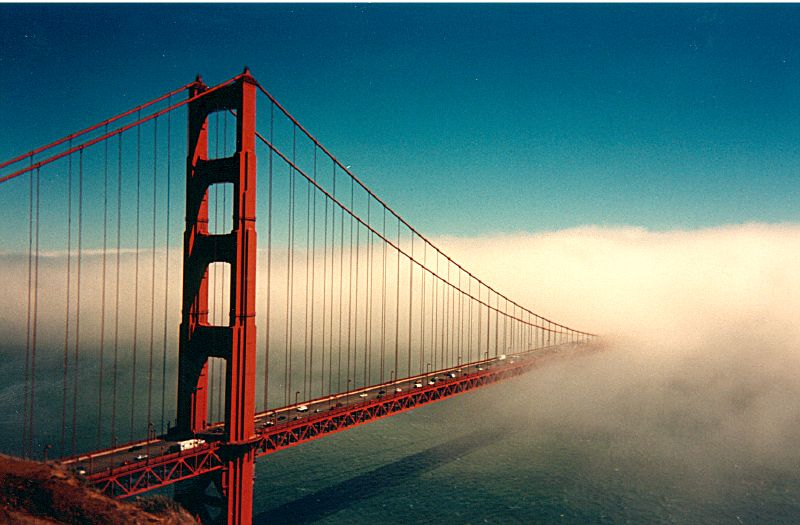
Golden Gate Bridge in San Francisco

Amtliches Endergebnis der Recall-Sonderwahl
| Wahl                   | Stimmen    | %      |
| ---------------------- | ---------- | ------ |
| Dafür                  | 4,894,473  | 38,1 % |
| Dagegen                | 7,944,092  | 61,9 % |
|                        |            |        |
| Gültige Stimmen        | 12,838,565 | 99,6 % |
| Ungültige Stimmen      | 54,013     | 0,4 %  |
| Total                  | 12,892,578 | 100 %  |
| Enthaltung             | 9,164,576  | 41,5 % |
| Wahlberechtigt/Gewählt | 22,057,154 | 58,5 % |

## New Jersey
Der demokratische Amtsinhaber Phil Murphy trat erneut zur Wahl an. Sein republikanischer Herausforderer war Jack Ciattarelli. Zusätzlich traten noch Gregg Mele für die Libertarian Party sowie Madelyn R. Hoffman für die Grünen und Joanne Kuniansky für die Socialist Workers Party an.
In Umfragen lag Murphy am Anfang der Kampagne im Schnitt 10 bis 20 Prozentpunkte vor dem Republikaner. Ende Oktober zeigten neue Umfragen ein deutlich enger werdendes Rennen zwischen Murphy und Ciattarelli: in einer am 21. Oktober veröffentlichten Umfrage von Emerson College Polling lag der demokratische Amtsinhaber nur noch 6 Punkte vor dem republikanischen Herausforderer. Inklusive von Befragten, die noch unentschieden waren, aber zu einem Kandidaten tendierten, lag Murphy nur noch 4 Punkte vor dem Republikaner. Ende Oktober stabilisierte Murphy seinen Vorsprung wieder bei etwa 10 Punkte in drei neuen Umfragen von der Monmouth University, der Stockton University sowie der Fairleigh Dickinson University.
Die Wahl 2017 hatte Murphy mit 14 Prozentpunkten Vorsprung für sich entscheiden können. Joe Biden hatte den Bundesstaat bei der Präsidentschaftswahl 2020 mit mehr als 16 Punkten Vorsprung gewinnen können.
In New Jersey waren etwa 6,6 Millionen Bürger wahlberechtigt. Die Wahllokale schlossen um 20:00 Uhr Ortszeit (01:00 Uhr MEZ Mittwoch).
Nach Auszählung von etwa 95 Prozent der Stimmen zeichnete sich ein überraschend knappes Ergebnis ab. Am 4. November wurde Murphy von den großen TV-Sendern zum Sieger der Wahl erklärt.
Ein offizielles Endergebnis wurde am 30. November nach Zertifizierung der Wahl veröffentlicht. Gouverneur Murphy setzte sich mit 3,2 Prozentpunkten Vorsprung durch, die Wahlbeteiligung lag bei 40 %.
Phil Murphy ist der erste demokratische Gouverneur von New Jersey seit 1977, der wiedergewählt wurde.

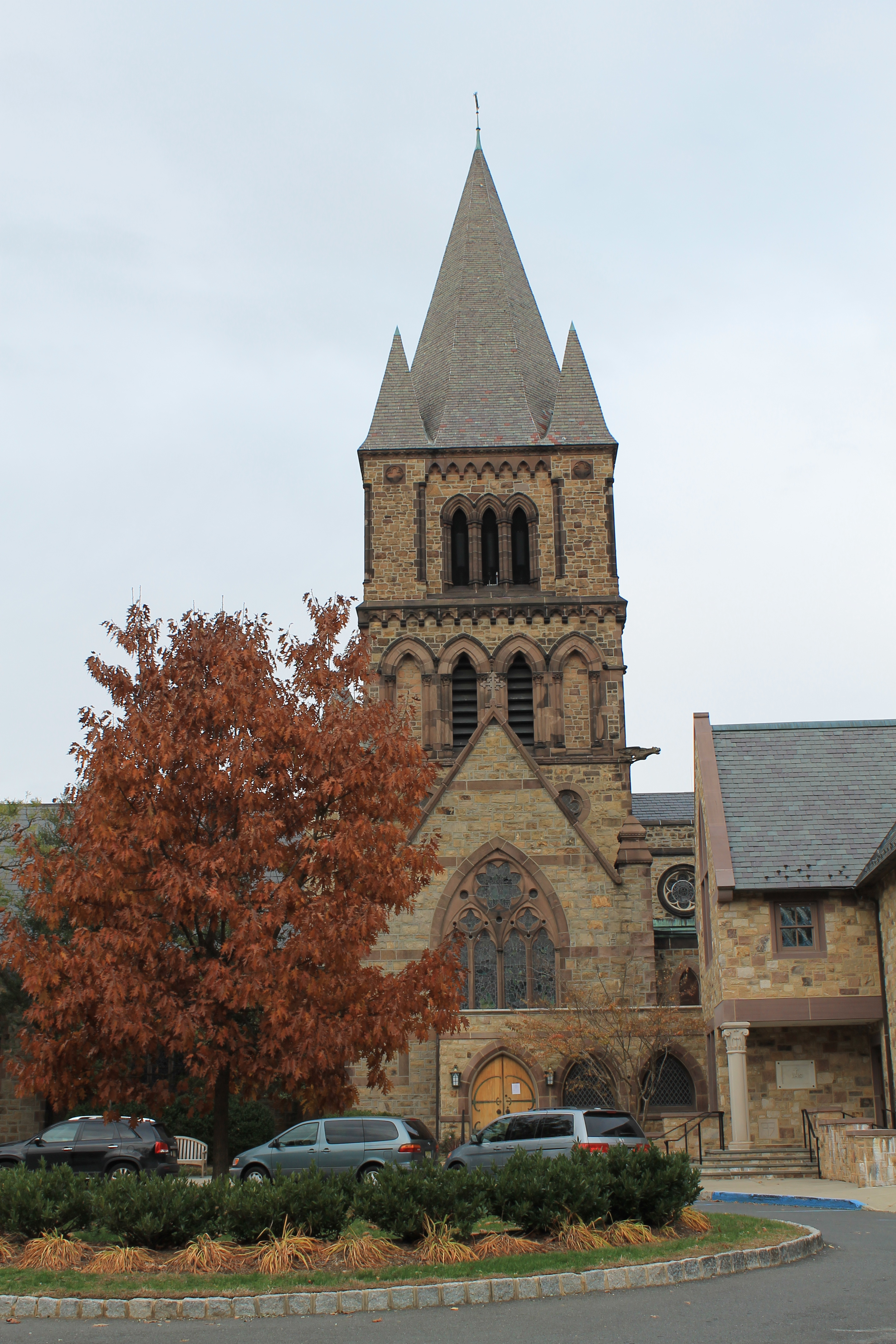
Princeton University
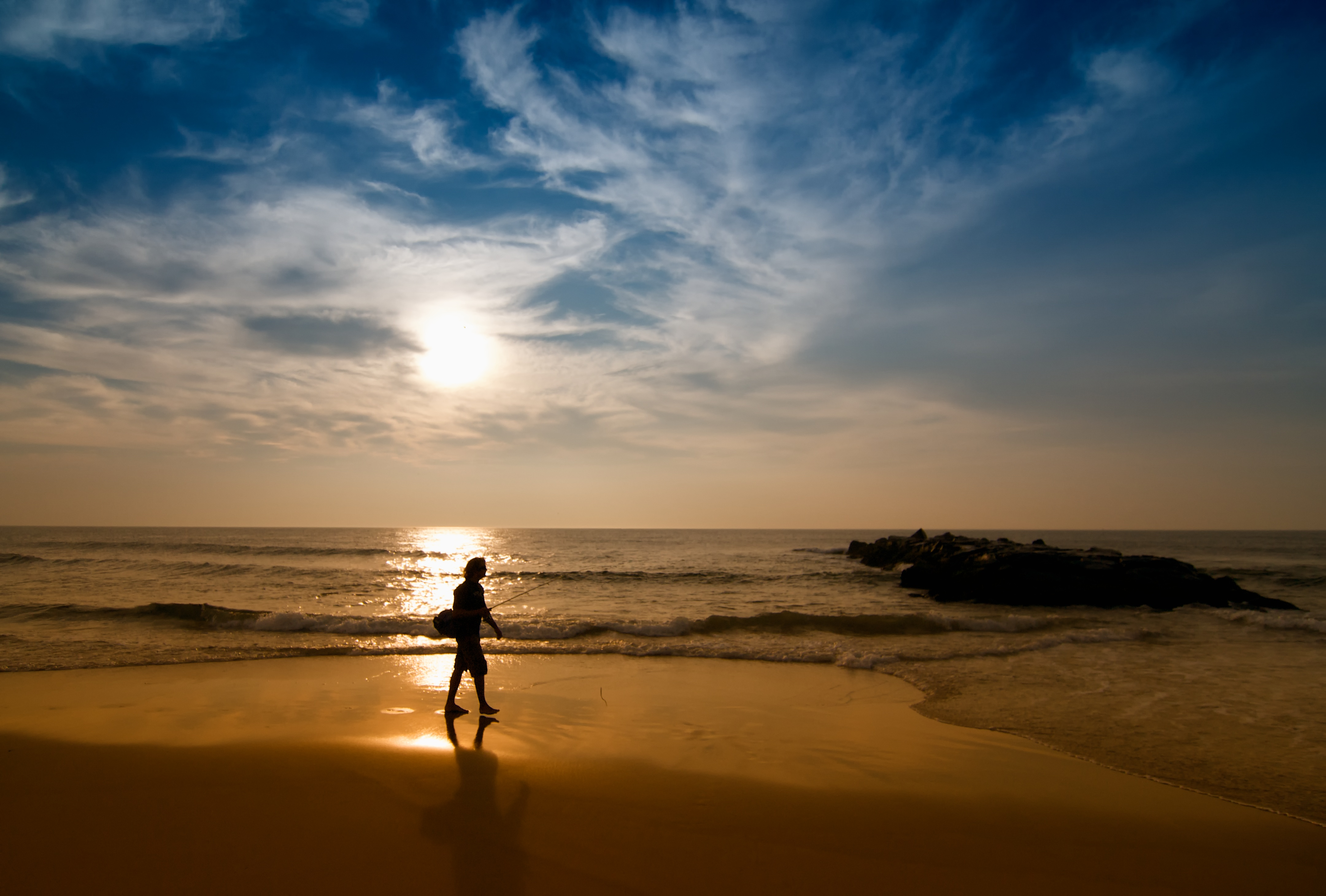
Strand in Monmouth County

## Virginia
Der demokratische Amtsinhaber Ralph Northam durfte aufgrund der gesetzlichen Amtszeitbeschränkung von einer Legislaturperiode in Virginia nicht erneut antreten. Bei den Demokraten setzte sich in den Vorwahlen der frühere Gouverneur Terry McAuliffe durch, der nach einer Legislaturperiode Pause noch ein weiteres Mal antreten durfte. Für die Republikaner ging der Geschäftsmann Glenn Youngkin ins Rennen, der sich in den parteiinternen Vorwahlen als Außenseiter und politischer Quereinsteiger positionierte und sie gewinnen konnte. Zusätzlich zu den Kandidaten der Demokraten und Republikaner trat noch die Lehrerin und Aktivistin Princess Blanding von der Liberation Party bei der Wahl an, ihr wurden aber in Umfragen nur etwa 1 Prozent Zustimmung ausgewiesen.
In der Kampagne zur Hauptwahl setzte der Republikaner ebenfalls auf seinen Status als Außenseiter und Quereinsteiger, um damit moderate Wähler anzusprechen. Der Demokrat McAuliffe versuchte seinen republikanischen Kontrahenten als Extremisten in Sachen Abtreibung (siehe „Roe v. Wade“) und als „Trump-Klon“ darzustellen. Die Republikaner dagegen versuchten, das Thema der Critical Race Theory für sich im Wahlkampf zu nutzen, indem sie den Demokraten eine „Abgehobenheit“ gegenüber der Bevölkerung in sozialpolitischen Themen, sowie eine „Indoktrinierung von Schülern mit extrem linken Ansichten zu historischen Themen wie Rassismus und Sklaverei“ vorwarfen. Dieses kontroverse Thema führte vor allem in wahlentscheidenden Bezirken wie Loudoun County zu tumultartigen Diskussionen zwischen Politikern, Lehrern, Schülern und Eltern in diversen Schulbezirken.
Am 29. Oktober sorgte eine Aktion für Aufregung in US-Medien: einige als Rechtsradikale verkleidete Aktivisten protestierten mit Fackeln vor einem Wahlbus des Republikaners Youngkin. Die Wahlkampagne von Youngkin machte die Demokraten dafür verantwortlich. Die Aktion habe Youngkin in Verbindung mit Rechtsradikalismus und Rassismus bringen sollen. Die Demokraten distanzierten sich von der Protestaktion. Letztlich bekannte sich die Anti-Trump-Bewegung The Lincoln Project zur Durchführung der Aktion, um an die Rechtsextremen Demonstrationen und den Terroranschlag in Charlottesville 2017 zu erinnern. 2017 waren tausende Neonazis und Rassisten durch Charlottesville marschiert, bei einem Terroranschlag durch einen Neonazi war eine Frau gestorben. Der damalige Präsident Trump hatte sich nicht von den Rassisten distanziert und von „guten Leuten auf beiden Seiten [... der Protestierenden]“ gesprochen.
Laut diversen Umfragen im Vorfeld der Wahl galt das Rennen als offen, mit nur sehr leichten Vorteilen für den Demokraten McAuliffe. Im Laufe der Kampagne schmolz der Vorsprung von McAuliffe jedoch zusammen: Laut Auswertung der durchschnittlichen Umfragewerte bei „Real Clear Politics“ lag McAuliffe im Sommer noch ca. 6 Prozent vor dem Republikaner, Mitte Oktober war dieser Vorsprung beinahe nicht mehr vorhanden bzw. gab es auch schon Umfragen die Youngkin vorne sahen. Ende Oktober lag der Republikaner Youngkin in einer Fox-News-Umfrage sogar mit 8 Prozent Vorsprung vorne. Politologen machten dafür mitunter auch die zunehmende Unbeliebtheit von Präsident Joe Biden infolge des chaotischen Abzuges aus Afghanistan sowie die Blockade im US-Kongress bei wichtigen Umwelt-, Sozial- und Investitionsprogrammen mitverantwortlich.
Bei der letzten Wahl 2017 konnte sich der Demokrat Northam mit 9 Prozent Vorsprung durchsetzen. Joe Biden konnte den Bundesstaat Virginia 2020 mit etwa 10 Prozent Vorsprung gewinnen.
In Virginia waren etwa 6 Millionen Bürger wahlberechtigt. Die Wahllokale schlossen um 19:00 Uhr Ortszeit (Mitternacht, MEZ).
Nach Auszählung von etwa 95 Prozent der Stimmen lag der Republikaner Youngkin etwa 2,5 Prozentpunkte vor dem Demokraten McAuliffe. Auch in den zwei weiteren Rennen zur Vizegouverneurin und dem Attorney General lagen die Republikaner knapp vorne. Ein Endergebnis liegt zwar erst nach der Zertifizierung der Wahl am 15. November vor, in der Nacht auf den 3. November erklärten jedoch die Associated Press sowie alle großen TV-Sender die Republikaner Youngkin, Sears und Miyares zu den Siegern der Wahl. Laut dem amtlichen Endergebnis wurden etwa 3,3 Millionen Stimmen abgegeben, die Wahlbeteiligung betrug ca. 55 %.

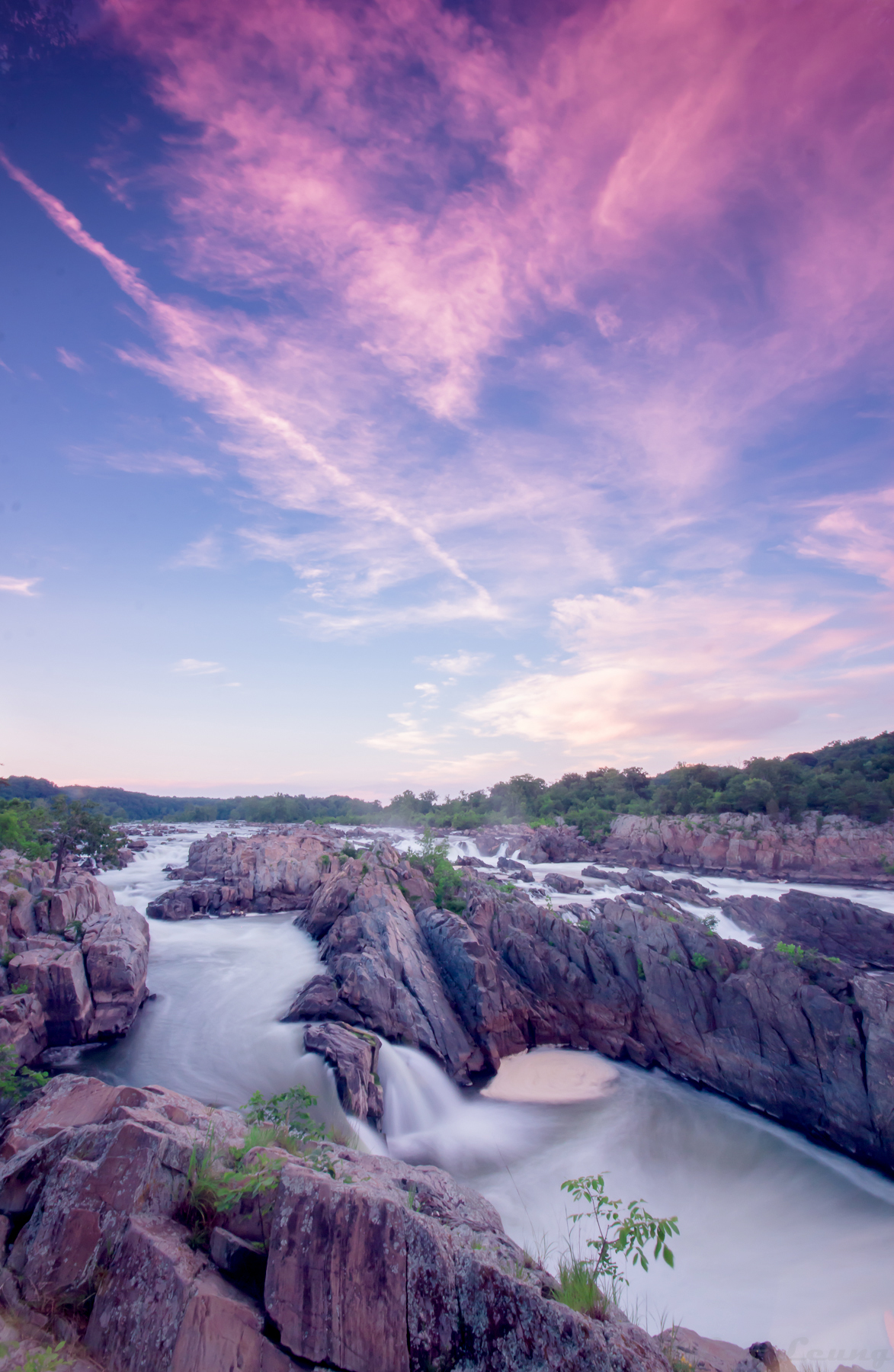
Wasserfälle am Potomac River
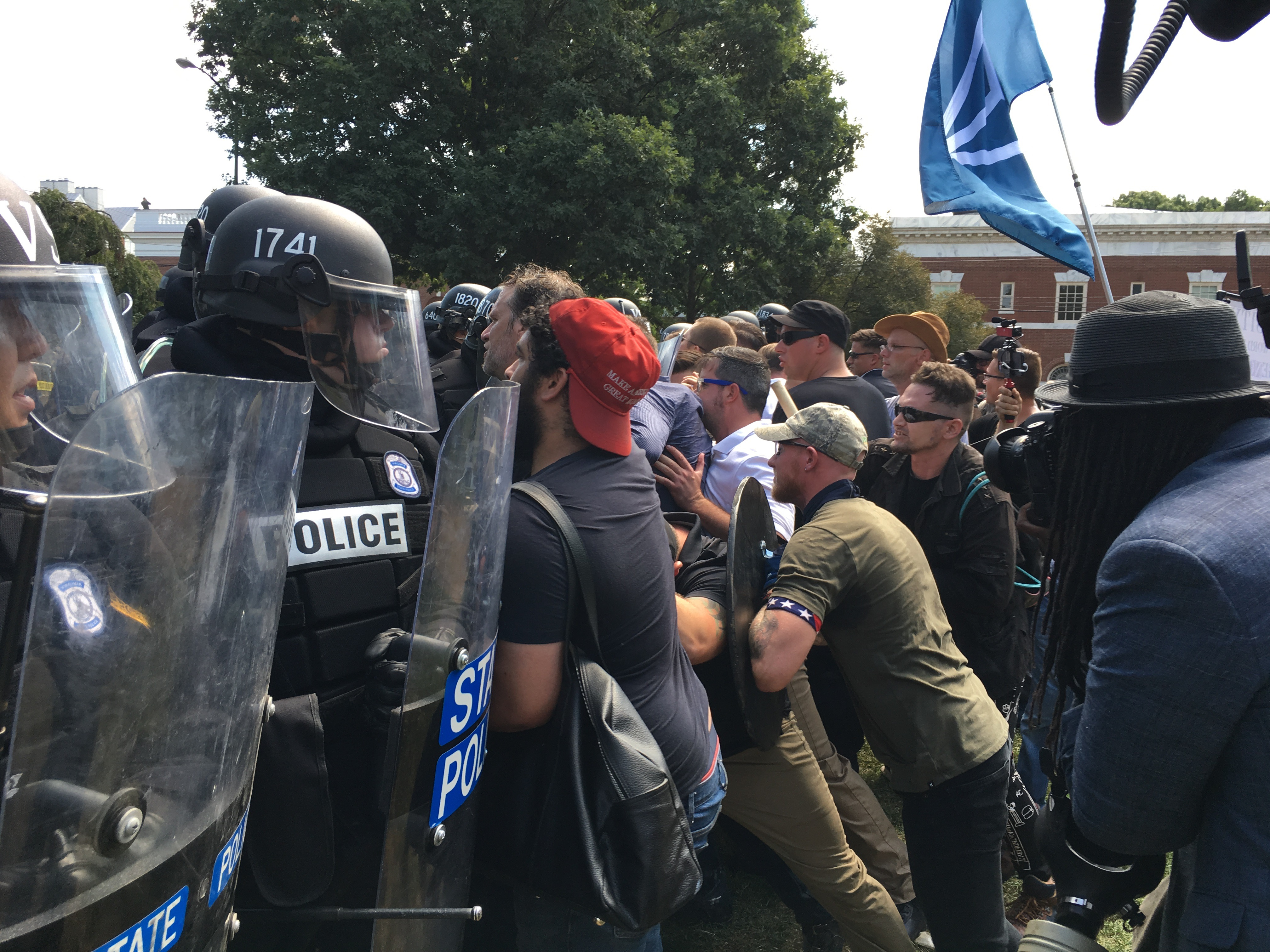
Rechtsextremisten in Charlottesville 2017

### Amtliches Endergebnis der Vizegouverneurswahl
| Kandidat | Kandidat      | Partei       | Stimmen   | %    |
| -------- | ------------- | ------------ | --------- | ---- |
|          | Winsome Sears | Republikaner | 1.658.767 | 50.7 |
|          | Hala Ayala    | Demokraten   | 1.608.691 | 49.2 |
| Quelle:  |               |              |           |      |

### Amtliches Endergebnis der Wahl zum Attorney General
| Kandidat | Kandidat      | Partei       | Stimmen   | %    |
| -------- | ------------- | ------------ | --------- | ---- |
|          | Jason Miyares | Republikaner | 1.647.534 | 50.4 |
|          | Mark Herring  | Demokraten   | 1.621.227 | 49.6 |
| Quelle:  |               |              |           |      |

## Umfragen
- Kalifornien - RealClearPolitics.com
- New Jersey - RealClearPolitics.com
- Virginia - RealClearPolitics.com